# Steven John Raica
Steven John Raica (Munising, 8 novembre 1952) è un vescovo cattolico statunitense, dal 25 marzo 2020 vescovo di Birmingham.

## Biografia
Steven John Raica è nato a Munising, in Michigan, l'8 novembre 1952 da Steve J. Raica e Mary (nata Tarro). Ha un fratello, Joseph J. È di origini polacche e italiane.

### Formazione e ministero sacerdotale
Ha frequentato la Sacred Heart Elementary School e la William G. Mather High School a Munising. Nel 1973 ha ottenuto il Bachelor of Arts in matematica presso l'Università statale del Michigan ad East Lansing. Ha studiato filosofia presso il seminario "Sacro Cuore" di Detroit e teologia presso il seminario provinciale "San Giovanni" a Plymouth dal 1973 al 1977 concludendoli con il Master of Divinity. Nel 1978 ha ottenuto il Master of Arts in studi religiosi presso la University of Detroit Mercy.
Il 19 novembre 1977 è stato ordinato diacono da monsignor Edmund Casimir Szoka, vescovo di Gaylord. Ha poi prestato servizio nella parrocchia del Santissimo Redentore a Burton dal 1977 al 1978. Il 14 ottobre 1978 è stato ordinato presbitero per la diocesi di Lansing da monsignor Kenneth Joseph Povish. In seguito è stato vicario parrocchiale della parrocchia del Santissimo Redentore a Burton dal 1978 al 1979; vicario parrocchiale della parrocchia di San Pio X a Flint dal 1979 al 1984; parroco della parrocchia della Sacra Famiglia a Ovid dal 1984 al 1985 e co-rettore della cattedrale di Santa Maria a Lansing dal 1985 al 1988. Nel 1988 è stato inviato a Roma per studi. Ha preso residenza a Casa Santa Maria, la casa di studi universitari del Pontificio collegio americano del Nord. Nel 1991 ha conseguito la licenza in diritto canonico presso la Pontificia Università Gregoriana. L'anno successivo ha ottenuto la specializzazione in giurisprudenza presso lo stesso ateneo. Tornato in patria è stato parroco della parrocchia di Santa Maria a Charlotte dal 1991 al 1993. Nel 1993 è tornato a Roma per ulteriori studi con residenza a Casa Santa Maria. Nel 1995 ha conseguito il dottorato in diritto canonico presso la Pontificia Università Gregoriana con una tesi intitolata "Canon 1529: A Historical and Canonical Study" e avendo per relatore il futuro cardinale Raymond Leo Burke. Tornato in diocesi ha prestato servizio come parroco della quasi-parrocchia di Sant'Anna a Bellevue e cappellano dell'Olivet College ad Olive con residenza presso la parrocchia di San Casimiro a Lansing dal 1995 al 1997 e vicario generale e cancelliere vescovile con residenza presso la cattedrale dal 1997 al 1999. Nel 1999 è tornato a Roma per esercitare gli uffici di superiore della Casa Santa Maria a Roma e direttore spirituale e docente a contratto presso il Pontificio collegio americano del Nord. È stato anche membro di una commissione della Congregazione per il culto divino e la disciplina dei sacramenti dal 2001 al 2005 e avvocato d'ufficio presso il Supremo tribunale della Segnatura apostolica dal 2004 al 2006. Tornato in diocesi è stato di nuovo vicario generale e cancelliere vescovile dal 2005 al 2014. Tra il 2009 e il 2014 è stato amministratore parrocchiale temporaneo delle parrocchie di Santa Maria a Durand; di Santa Maria a Charlotte; di Sant'Antonio a Hillsdale e della Resurrezione a Lansing. Dal 2013 al 2014 è stato collaboratore pastorale nelle parrocchie di San Tommaso d'Aquino e di San Giovanni a East Lansing e nel locale centro studentesco.
Durante il suo ministero sacerdotale ha prestato servizio anche come membro della commissione per la liturgia dal 1978 al 1988; membro del collegio dei consultori dal 1992 al 1993 e dal 2006 al 2014; membro del consiglio presbiterale dal 1992 al 1993, dal 1995 al 1997 e dal 2005 al 2014; membro della commissione per gli incarichi dei presbiteri dal 1997 al 1999 e dal 2005 al 2014; giudice pro-sinodale di seconda istanza della provincia ecclesiastica di Detroit dal 1983 al 1986; promotore di giustizia dal 1991 al 1993; giudice di prima istanza del tribunale diocesano dal 1991 al 1993, dal 1995 al 1999 e dal 2006 al 2014; membro del comitato ex corde della Siena Heights University ad Adrian; presidente della commissione diocesana per il giubileo del 2000 dal 1996 al 1999; membro del consiglio di Youth-to-Youth Catholic Evangelization a Montrose dal 2005 al 2014; membro del consiglio di Faith Publishing Services dal 2005 al 2014; coordinatore dell'assistenza alle vittime di abusi sessuali dal 2005 al 2009; coordinatore della commissione per la pianificazione della pastorale dal 2006 al 2008; vice postulatore della causa di beatificazione della serva di Dio Antonietta Meo; membro del consiglio della Servants of God’s Love, Inc. ad Ann Arbor e cappellano del capitolo di Lansing dell'Associazione Legatus dal 2012 al 2014.
Si è occupato anche della pastorale dei sordomuti come direttore diocesano della pastorale ai sordomuti dal 1978 al 1985; moderatore del gruppo dei sordomuti cattolici di Flint dal 1978 al 1988 e cappellano del ministero dei sordomuti dal 1985 al 1988.

### Ministero episcopale

Stemma di monsignor Raica come vescovo di Gaylord.

Il 27 giugno 2014 papa Francesco lo ha nominato vescovo di Gaylord. Ha ricevuto l'ordinazione episcopale il 28 agosto successivo nella cattedrale di Santa Maria del Carmine a Gaylord dall'arcivescovo metropolita di Detroit Allen Henry Vigneron, co-consacranti l'arcivescovo coadiutore di Newark Bernard Anthony Hebda e il vescovo emerito Lansing Carl Frederick Mengeling. Durante la stessa celebrazione ha preso possesso della diocesi.
Nel dicembre del 2019 ha compiuto la visita ad limina.
È stato presidente della regione ecclesiastica VI dal 2017 e presidente del comitato per le finanze della Conferenza cattolica del Michigan dal 2018.
Il 25 marzo 2020 lo stesso pontefice lo ha nominato vescovo di Birmingham. Ha preso possesso della diocesi il 23 giugno successivo.
In seno alla Conferenza dei vescovi cattolici degli Stati Uniti è membro del sottocomitato per i nativi americani dal 2015.
È anche moderatore episcopale dell'ufficio nazionale cattolico per la pastorale dei sordomuti dal 2015 e membro del consiglio del Pontificio collegio Josephinum dal 2018.
Fa parte della Canon Law Society of America; della Bishop Frederic Baraga Association e delle associazioni degli ex allievi dell'Università statale del Michigan e del Pontificio collegio americano del Nord ed è membro di quarto grado dei Cavalieri di Colombo e dell'Ordine equestre del Santo Sepolcro di Gerusalemme.
Oltre all'inglese, conosce l'italiano, il polacco e la lingua dei segni americana. È in grado di leggere il latino, il francese, lo spagnolo e il tedesco.
È appassionato di musica (in particolare classica, d'organo e da coro), di lettura (in particolare dell'opera di monsignor Luigi Giussani), di cucina, dello Stratford Canada Shakespeare Festival, delle culture italiana e polacca e di viaggi.

## Genealogia episcopale
La genealogia episcopale è:
- Cardinale Scipione Rebiba
- Cardinale Giulio Antonio Santori
- Cardinale Girolamo Bernerio, O.P.
- Arcivescovo Galeazzo Sanvitale
- Cardinale Ludovico Ludovisi
- Cardinale Luigi Caetani
- Cardinale Ulderico Carpegna
- Cardinale Paluzzo Paluzzi Altieri degli Albertoni
- Papa Benedetto XIII
- Papa Benedetto XIV
- Papa Clemente XIII
- Cardinale Marcantonio Colonna
- Cardinale Giacinto Sigismondo Gerdil, B.
- Cardinale Giulio Maria della Somaglia
- Cardinale Carlo Odescalchi, S.I.
- Cardinale Costantino Patrizi Naro
- Cardinale Lucido Maria Parocchi
- Papa Pio X
- Cardinale Gaetano De Lai
- Cardinale Raffaele Carlo Rossi, O.C.D.
- Cardinale Amleto Giovanni Cicognani
- Cardinale Pio Laghi
- Cardinale Adam Joseph Maida
- Arcivescovo Allen Henry Vigneron
- Vescovo Steven John Raica